# جو مانتيجنا
جو مانتيجنا (بالإنجليزية: Joe Mantegna)‏ مواليد 13 نوفمبر 1947 في شيكاغو، إلينوي، الولايات المتحدة، هو ممثل أمريكي بدأ مسيرته الفنية عام 1969.

## الأعمال

### أفلام
- إلفيس بريسلي
- الأصدقاء الثلاثة (فيلم)
- حفرة المال (فيلم)
- العراب: الجزء الثالث (فيلم)
- أل سيمبسون (فيلم)
- سيارات 2
- طفل خارج المنزل (فيلم)

### مسلسلات
- عائلة سيمبسون
- فرايجر (مسلسل)
- راجراتس
- السوبرانوز
- دامو ستحيل
- كريمنال مايندز

## روابط خارجية
- جو مانتيجنا على موقع IMDb (الإنجليزية)
- جو مانتيجنا على موقع روتن توميتوز (الإنجليزية)
- جو مانتيجنا على موقع مونزينجر (الألمانية)
- جو مانتيجنا على موقع ألو سيني (الفرنسية)
- جو مانتيجنا على موقع أول موفي (الإنجليزية)
- جو مانتيجنا على موقع قاعدة بيانات برودواي على الإنترنت (الإنجليزية)
- جو مانتيجنا على موقع قاعدة بيانات الأفلام السويدية (السويدية)
- جو مانتيجنا على موقع إن إن دي بي (الإنجليزية)
- جو مانتيجنا على موقع ديسكوغز (الإنجليزية)
- جو مانتيجنا على موقع قاعدة بيانات الفيلم (الإنجليزية)